# MENA

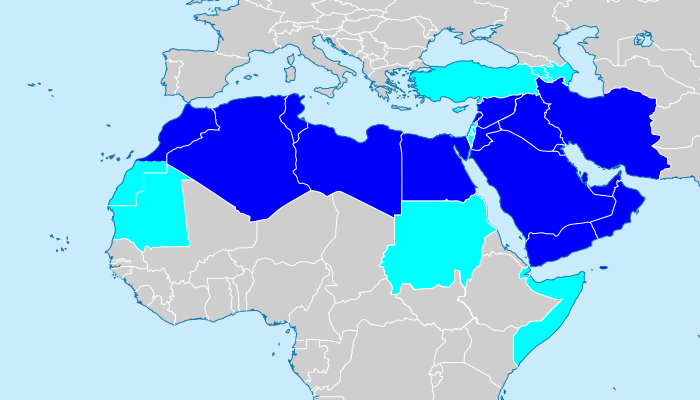
Den mörkblå färgen markerar de länder som räknas till MENA. Den ljusblå färgen markerar de länder som räknas till MENA vid vissa tillfällen.

MENA är en engelskspråkig förkortning av begreppet "Mellanöstern och Nordafrika", Middle East and North Africa. Vid sällsynta tillfällen används inom svenskan varianten MÖNA. Termen används ofta i amerikansk forsknings- och affärstext.[källa behövs] Termen täcker en omfattande region från Marocko i nordvästra Afrika till Iran i sydvästra Asien. 

## Länder
Regionen omfattar följande stater:
- Algeriet
- Bahrain
- Egypten
- Förenade arabemiraten
- Irak
- Iran
- Jordanien
- Kuwait
- Libanon
- Libyen
- Marocko
- Oman
- Qatar
- Saudiarabien
- Syrien
- Tunisien
- Palestina
- Jemen
- Israel